# Austrochaperina novaebritanniae
Espèce
Statut de conservation UICN

 VU B1ab(iii) : Vulnérable
Austrochaperina novaebritanniae est une espèce d'amphibiens de la famille des Microhylidae. 

## Répartition
Cette espèce est endémique de Nouvelle-Bretagne en Papouasie-Nouvelle-Guinée. Elle est présente entre 350 et 1 000 m d'altitude,.

## Description
Austrochaperina novaebritanniae mesure en moyenne 19 mm pour les mâles et 21 mm pour les femelles.

## Étymologie
Cette espèce est nommée en référence au lieu de sa découverte, la Nouvelle-Bretagne.

## Publication originale
- Zweifel, 2000 : Partition of the Australopapuan microhylid frog genus Sphenophryne with descriptions of new species. Bulletin of the American Museum of Natural History, vol. 253, p. 1-130 (texte intégral).